# Leuchtturm Marjaniemi
Der Leuchtturm Marjaniemi (finnisch Marjaniemen majakka) ist der Name eines der ältesten finnischen Leuchttürme auf der Hailuoto-Insel an der NordWest-Küste Finnlands, etwa 30 Seemeilen westlich von Oulu entfernt. Der Leuchtturm und die umliegenden Gebäude stehen unter Denkmalschutz und sind in Bezug auf  den Lotsen- und Leuchtturmbetrieb eine der repräsentativsten Kulturlandschaften Finnlands.

## Geschichte
Der hölzerne Leuchtturm aus den 1770er Jahren sollte bereits 1854 in einen steinernen Leuchtturm mit einem Laternenhaus und einer optischen Leuchtvorrichtung mit Spiegelreflektor umgebaut werden. Der Krimkrieg (1853–1856) verzögerte jedoch die Verwirklichung der Pläne und erst 1871 wurde der auf einem Granitfundament stehende Leuchtturm aus Ziegelsteinen mit seinen umliegenden Leuchtfeuerwärter-Wohn- und -Diensttgebäuden fertiggestellt.
Marjaniemi gehörte zu den ersten vier des Leuchtturm-Erneuerungsprojekts, das in den 1860er Jahren begann und dessen Entwurf vom Architekten Hampus Dalström von der Staatlichen Bauverwaltung in Auftrag gegeben wurde. In den 1860er und 1870er Jahren war er einer der führenden Architekten Finnlands und hat im Dienste der finnischen Bauverwaltung weitere sechs Leuchttürme geplant.

## Leuchtturm
Der Leuchtturm besteht aus Ziegeln und die Außenfläche des Turms ist weiß verputzt. Die Höhe des Leuchtturms beträgt 25 Meter über dem Boden und 30,2 Meter über dem Meeresspiegel. Die originale Linsenausrüstung nach dem Fresnellinsen-System sind erhalten geblieben und beleuchten einen 16 Seemeilen entfernten Sektor zwischen Nordosten 022° und Südwesten 225°.
Von Raps-Öl (1871–1908) über Kerosin (1908–1950) erhielt der Leuchtturm seine Energie im Jahr 1950 ein Acetylen-Gaslicht und im Jahr 1962 wurde er automatisiert. Die alten Gasgeräte wurden im Leuchtturm Säppi, Pori weiterverwendet. Damit endete auch der bemannte Dienst mit Leuchtturmwärtern.
Der Leuchtturm kann im Sommer besichtigt werden und seine Galerie ist über eine Innentreppe mit  110 Stufen ohne Zwischenpodeste erreichbar. Der Leuchtturm verfügt auch über eine Webcam. 

Bilder vom Leuchtturm Marjaniemi
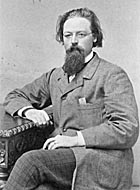
Architekt Hampus Dalström (1829–1882)
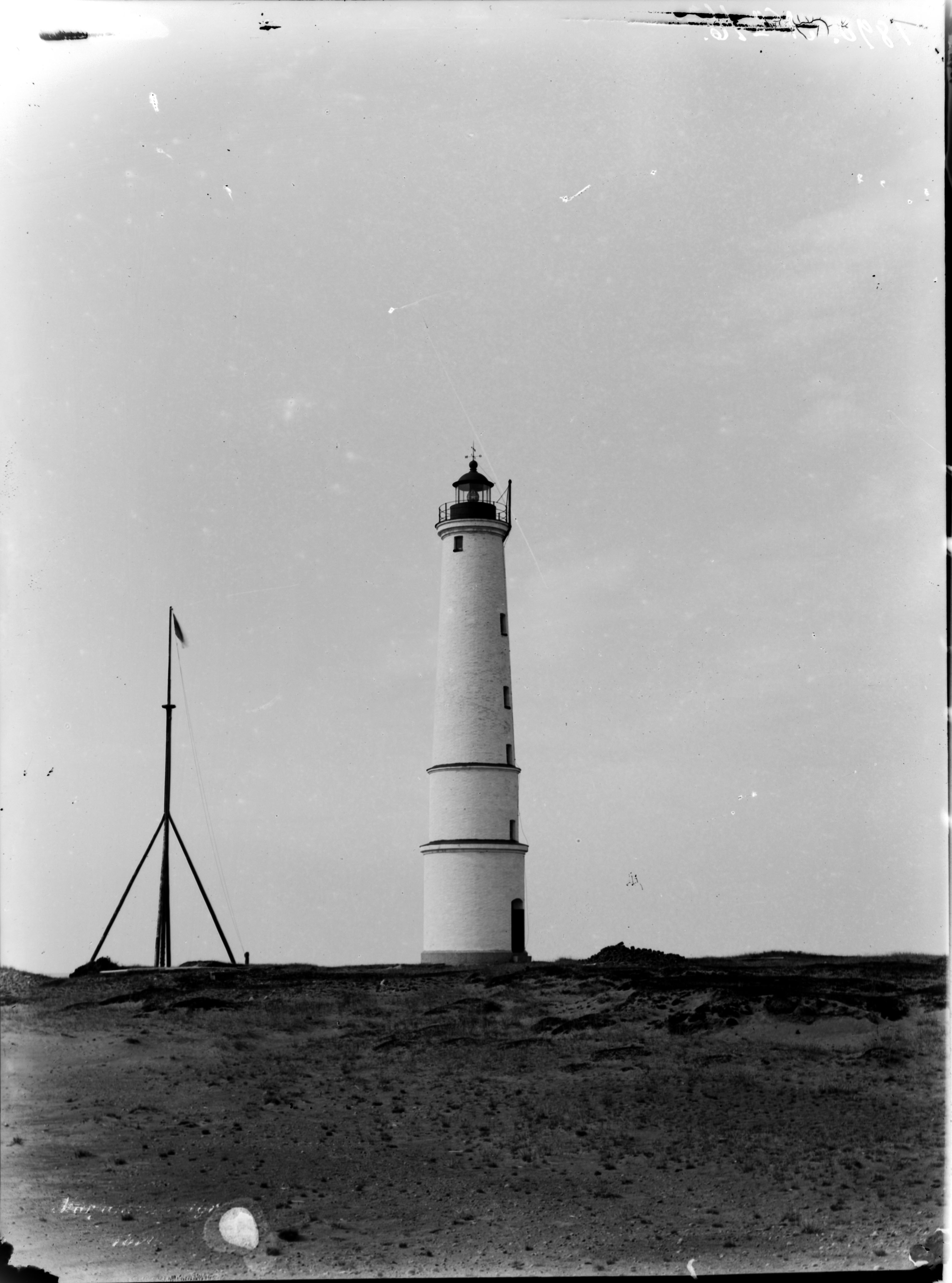
Marjaniemi majakka, um 1890
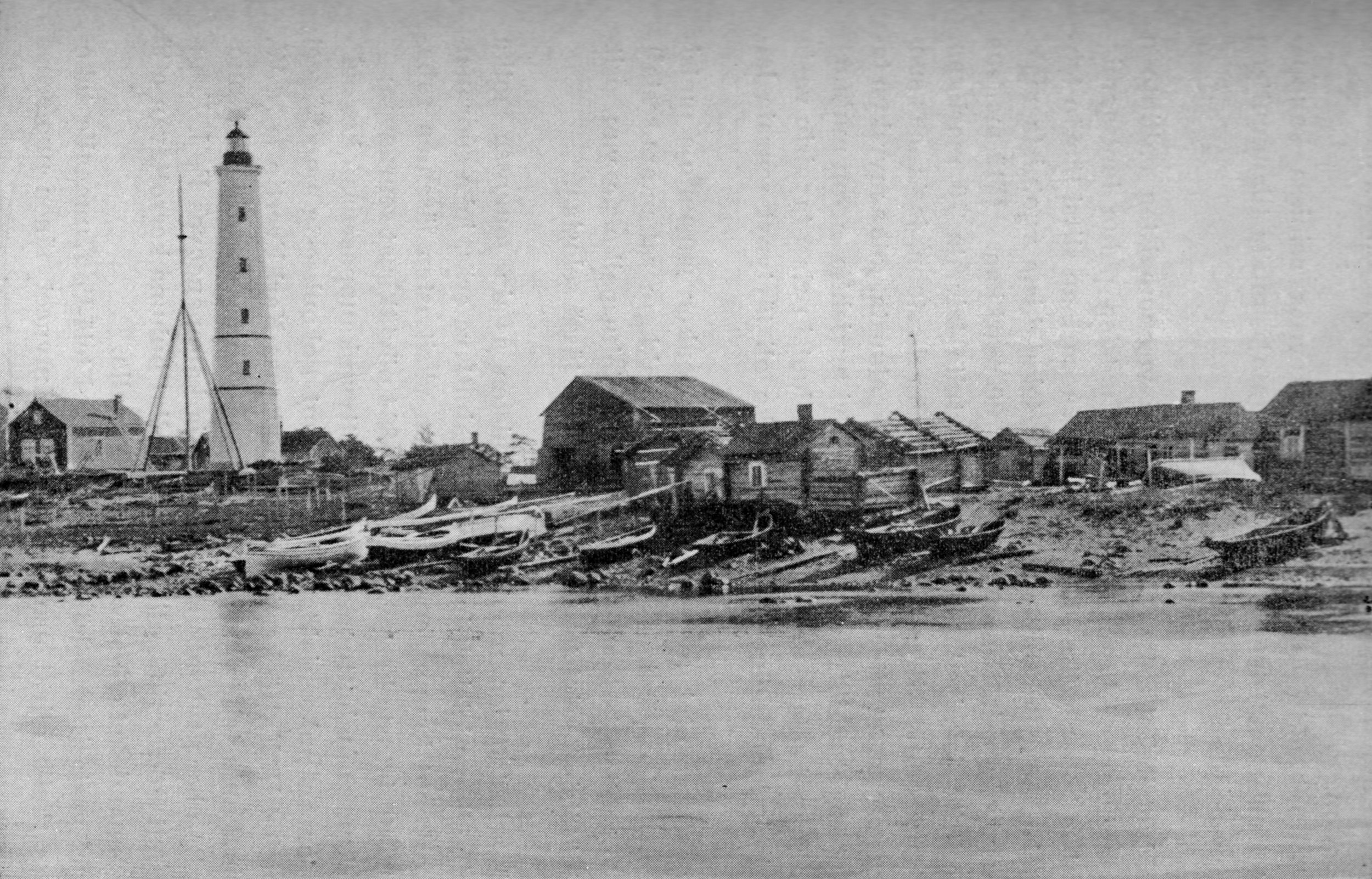
Marjaniemi majakka, 1906
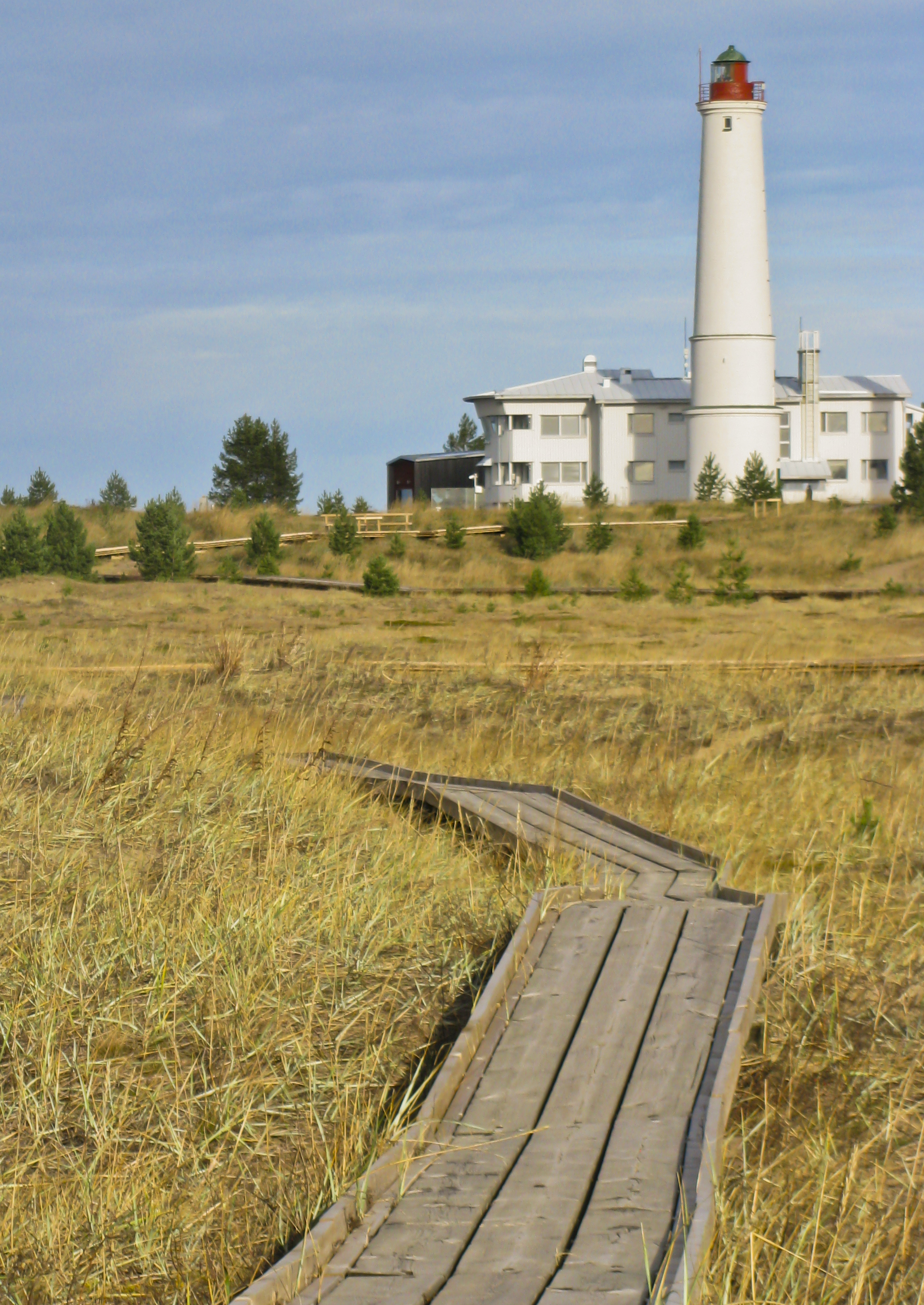
Ansicht Leuchtturm, 2011
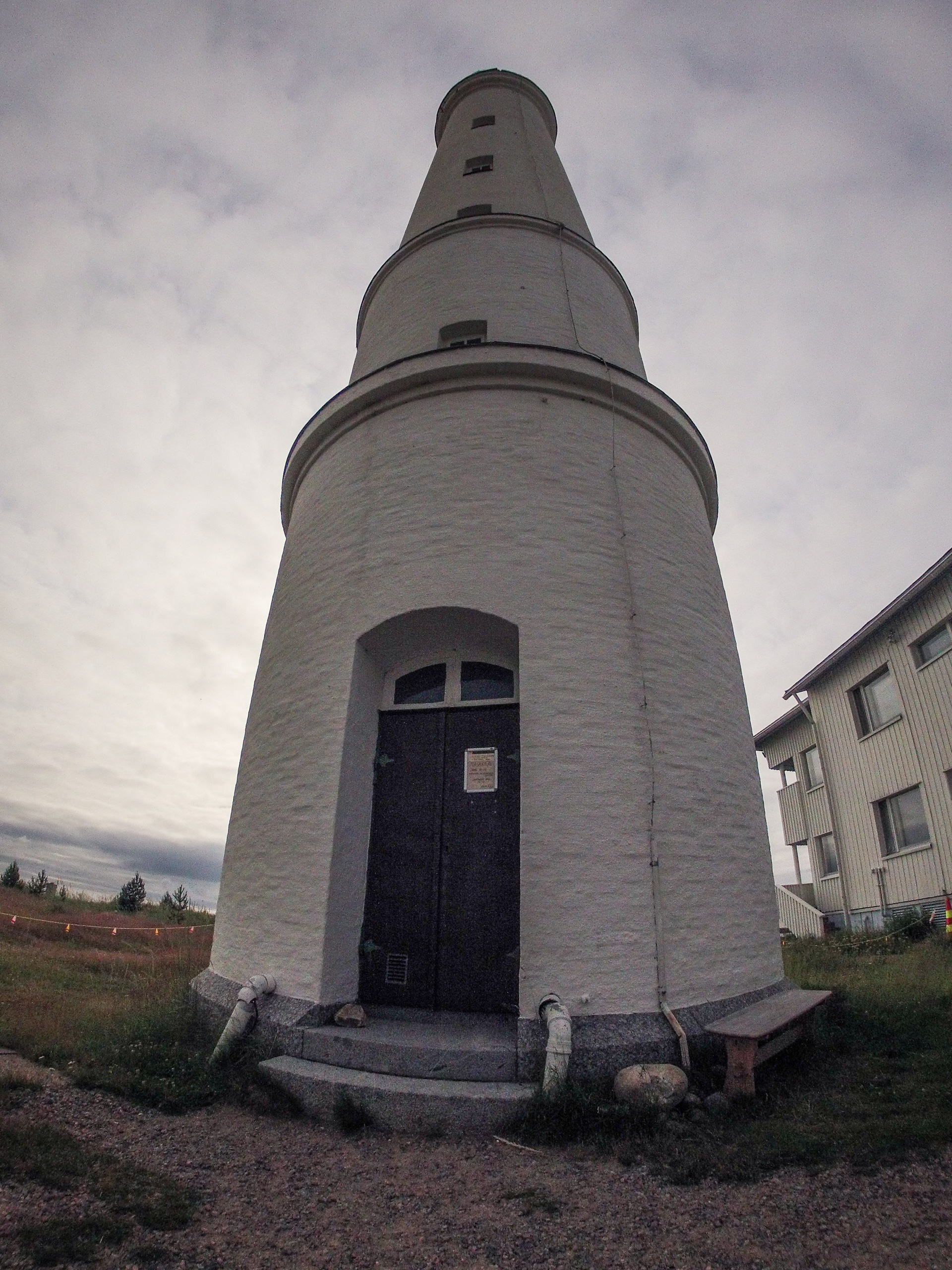
Scenerie von Unten, 2012
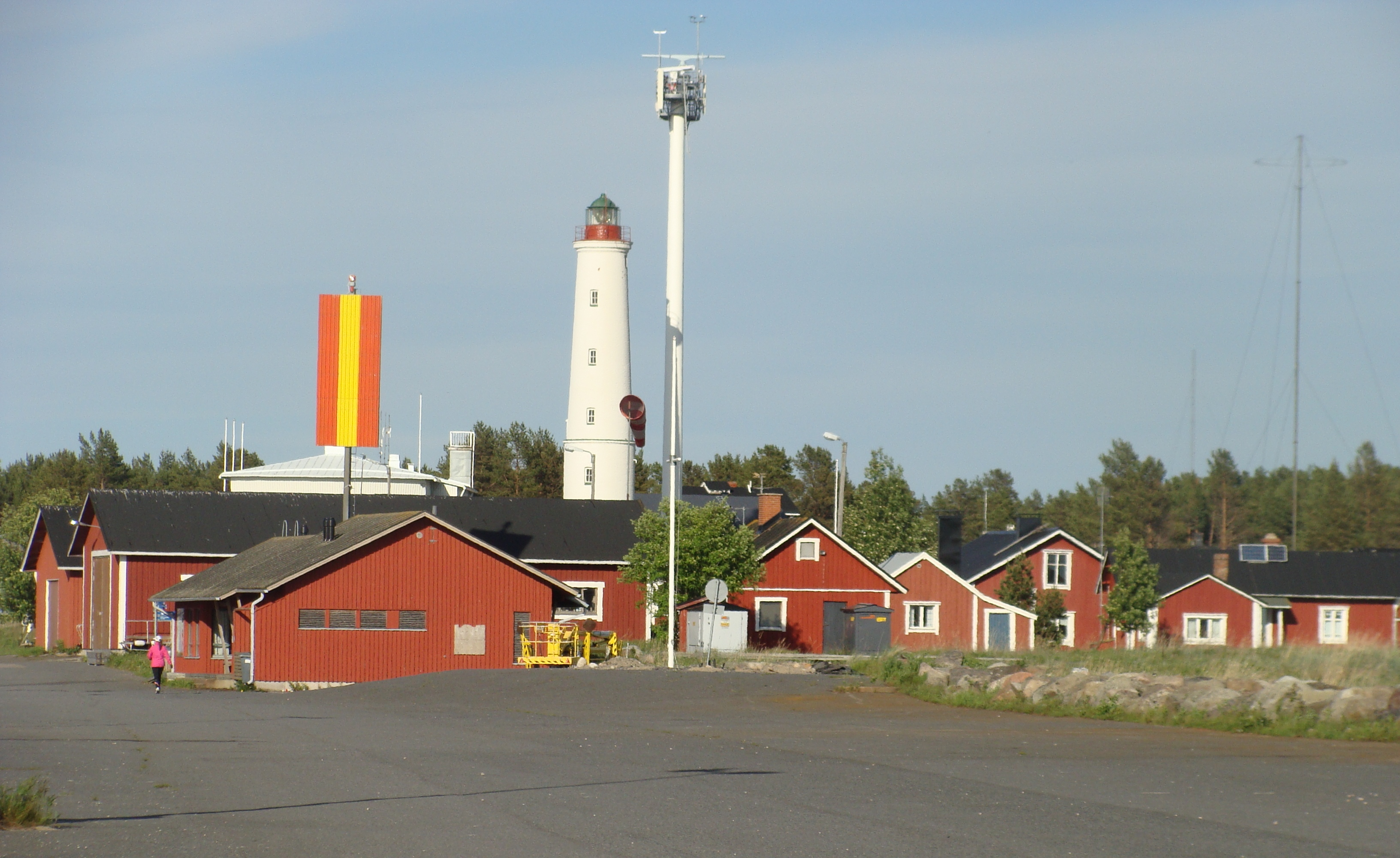
Leuchtturm und Gebäude, 2014